# Castleton (Dorset)
Castleton è un villaggio e parrocchia civile dell'Inghilterra, appartenente alla contea del Dorset.

## Monumenti e luoghi d'interesse
- Castello di Sherborne